# Ingrid Chauvin
Ingrid Chauvin (ur. 3 października 1973 w Argenteuil) – francuska aktorka.
Występowała w serialach telewizyjnych, takich jak: „Pośród morza”, „Dalekie kobiety” i „Kamienie śmierci”.